# Garde-Ulanen-Kaserne (Potsdam)
Die Garde-Ulanen-Kaserne (von 1933 bis 1945 Hindenburg-Kaserne nach Paul von Hindenburg) ist eine ehemalige Kaserne in der Potsdamer Jägervorstadt in der Jägerallee 23.

## Geschichte
Die Kaserne wurde in mehreren Teilabschnitten ab 1861/62 als Unterkunft des 3. Garde-Ulanen-Regimentes der preußischen Armee in der Jägerallee in Potsdam im normannischen Burgenstil errichtet. Nach der endgültigen Fertigstellung im Jahr 1880 beherbergte sie die 5. Eskadron dieses Regiments.
Nach dem Ersten Weltkrieg und der Begrenzung der Truppenstärke in der Reichswehr wurde der Komplex ab 1920 als Unterkunft für die Potsdamer Polizei genutzt.
Ab 1933, nach der Machtübernahme der Nationalsozialisten, dienten die Gebäude wieder als Kaserne der neugebildeten Wehrmacht. In Erinnerung an den Tag von Potsdam erhielt der Komplex den Namen Hindenburg-Kaserne. Stationiert waren hier Teile des Infanterie-Regiments Potsdam, das später in Infanterie-Regiment 9 umbenannt wurde.
Nach dem Ende des  Zweiten Weltkrieges und der Besetzung Ostdeutschlands durch die Rote Armee nutzte die Gruppe der Sowjetischen Streitkräfte in Deutschland (GSSD) die Kaserne bis 1991.
1991 wurde das Gebäude unter Denkmalschutz gestellt, 1997 vom  Entwicklungsträger Bornstedter Feld übernommen und im Rahmen der umfangreichen Baumaßnahmen im Stadtgebiet vor der Bundesgartenschau 2001 saniert. 2002 wurde es den ersten neuen Nutzern, einem Potsdamer Oberstufenzentrum und der Deutschen Kreditbank (DKB) übergeben. Die Künstler Frank Michael Zeidler und Hubertus von der Goltz eröffneten 2002 in einem Teil des Areals das Kunsthaus Potsdam. Die restaurierte Alte Waffenmeisterei auf dem Gelände wird seit 2002 als Druckerei genutzt.